# 陳子敬 (1951年)
陳子敬（1951年2月5日—），中華民國警政界人物，從警超過43年，其中在臺南長達18年，曾任台中市副市長、內政部警政署主任秘書、國道公路警察局局長、航空警察局局長、臺南市政府警察局局長、南投縣政府警察局局長。其中在臺南市政府警察局局長任內，治安滿意度連續20季都獲得全國第一，2016年屆齡退休，時任臺南市市長賴清德親自頒贈紀念獎牌，讚許「功在臺灣、功在臺南」。在外界不斷勸進下，表態參選臺南市市長，2018年8月宣布退選。

## 生平
陳子敬畢業於中央警察大學（第38期），擔任國道公路警察局長期間，因為加強員警執勤能力訓練，大幅降低國道公路傷亡人數，獲得「肇事防制」第1名，由行政院長頒發「金安獎」獎勵，任內督導八卦山隧道、雪山隧道通車警察務勤規劃，並協助推動國道電子收費政策。2005年出任航空警察局長，2009年當選中央警察大學第六屆傑出校友。
2010年12月25日，就任臺南市政府首任警察局長，任內警政民調都居全國第1名，市民滿意度更突破9成。受警界、市長賴清德及地方肯定，2015年時任警政署長王卓鈞退休，被視為可能接棒人選，雖並未升任，但市長賴清德肯定陳子敬絕對夠條件當警政署長。
2016年7月16日，屆齡退休，結束43年的警務生涯，並獲得賴清德市長親自頒贈「功在臺灣、功在臺南」紀念獎牌。退休當日部屬寫了300多封的卡片，列隊獻花歡送，還有人感傷落淚。因能力與無派系色彩，任職期間對臺南市議會態度相當好，獲得國民黨與無盟議員支持鼓勵陳子敬從政，並參與軍公教反污名要尊嚴九三大遊行爭取警察權益。
2017年6月30日，宣佈以無黨籍參選臺南市長，將循柯文哲模式，整合臺南市在野陣營力量，爭取勝選。2018年宣布退選，改為全力支持國民黨候選人高思博。

## 外部連結
| 官衔       | 官衔                        | 官衔     |
| ---------- | --------------------------- | -------- |
| 臺中市政府 |                             |          |
| 前任： '   | 副市長 2018年12月25日－現在 | 繼任： ' |